# Cornwallis (Bas-Canada)
Pour les articles homonymes, voir Cornwallis.
Cornwallis est un district électoral de la Chambre d'assemblée du Bas-Canada ayant existé de 1792 à 1830.

## Histoire
Son territoire correspond à la rive sud du fleuve Saint-Laurent entre La Pocatière et Cap-Chat. Cornwallis est l'un des 27 districts électoraux instaurés lors de la création du Bas-Canada par l'Acte constitutionnel de 1791. Il s'agit d'un district représenté conjointement par deux députés. Lors de la refonte de la carte électorale de 1829, il est divisé en deux districts : Kamouraska et Rimouski.

## Liste des députés

### Siègeno1
| Années | Années      | Député                   | Parti       |
| ------ | ----------- | ------------------------ | ----------- |
|        | 1792 - 1796 | Pierre-Louis Panet       | Indépendant |
|        | 1796 - 1797 | Paschal Sirois-Duplessis | Canadien    |
|        | 1798 - 1800 | Pascal Taché             | Indépendant |
|        | 1800 - 1804 | Joseph Boucher           | Canadien    |
|        | 1804 - 1808 | Jacques-Nicolas Perrault | Canadien    |
|        | 1808 - 1809 | Joseph Le Vasseur Borgia | Canadien    |
|        | 1809 - 1810 | Joseph Le Vasseur Borgia | Canadien    |
|        | 1810 - 1814 | Joseph Le Vasseur Borgia | Canadien    |
|        | 1814 - 1816 | Joseph Le Vasseur Borgia | Canadien    |
|        | 1816 - 1820 | Joseph Le Vasseur Borgia | Canadien    |
|        | 1820 - 1820 | Jean-Baptiste Taché      | Canadien    |
|        | 1820 - 1824 | Jean-Baptiste Taché      | Canadien    |
|        | 1824 - 1827 | Joseph Le Vasseur Borgia | Canadien    |
|        | 1827 - 1830 | Joseph Le Vasseur Borgia | Patriote    |

### Siègeno2
| Années | Années      | Député            | Parti       |
| ------ | ----------- | ----------------- | ----------- |
|        | 1792 - 1796 | Jean Digé         | Indépendant |
|        | 1796 - 1800 | Alexandre Menut   | Canadien    |
|        | 1800 - 1804 | Alexandre Menut   | Bureaucrate |
|        | 1804 - 1808 | Alexandre Roy     | Canadien    |
|        | 1808 - 1809 | Joseph Robitaille | Canadien    |
|        | 1809 - 1810 | Joseph Robitaille | Canadien    |
|        | 1810 - 1814 | Joseph Robitaille | Canadien    |
|        | 1814 - 1816 | Joseph Robitaille | Canadien    |
|        | 1816 - 1820 | Joseph Robitaille | Canadien    |
|        | 1820 - 1820 | Joseph Robitaille | Canadien    |
|        | 1820 - 1824 | Joseph Robitaille | Canadien    |
|        | 1824 - 1827 | Joseph Robitaille | Canadien    |
|        | 1827 - 1830 | Joseph Robitaille | Patriote    |